# Эффи (фильм)
«Эффи» (англ. Effie Gray) — английский биографический фильм-драма 2014 года. Режиссёром выступил Ричард Лэкстон, а сценаристом — Эмма Томпсон, также исполнившая одну из главных ролей в картине. Помимо неё, главные роли исполняли: Дакота Фаннинг, Джули Уолтерс, Дэвид Суше, Робби Колтрейн (в его последней роли в кино) и Клаудия Кардинале.
Фильм основан на реальной истории брака Джона Рёскина с Ефимией Грей и последующего его аннулирования.
Картину в прокат выпустила компания Universal Pictures, установив рейтинг PG-13, в Великобритании премьера состоялась 10 октября 2014 года, а в США — 3 апреля 2015 года.

## Сюжет
В фильме показана история брака 17-летней Эффи Грей с критиком Джоном Рёскином. В течение пяти лет после свадьбы Эффи оставалась девственницей, потому что у её мужа было отвращение к её телу. Разочаровавшись в муже, Эффи влюбилась в художника Джона Милле и впоследствии вышла за него замуж.

## В ролях
| Актёр          | Роль                  |
| -------------- | --------------------- |
| Дакота Фэннинг | Эуфемия («Эффи») Грей |
| Эмма Томпсон   | леди Истлейк          |
| Дерек Джейкоби | адвокат Трэверс Твис  |
| Джули Уолтерс  | Маргарет Кокс Рёскин  |
| Том Старридж   | Джон Милле            |
| Дэвид Суше     | Джон Джеймс Рёскин    |
| Грег Уайз      | Джон Рёскин           |
| Джеймс Фокс    | сэр Чарльз Истлейк    |
| Робби Колтрейн | доктор                |

## Производство
Автором сценария является исполнительница одной из главных ролей Эмма Томпсон.
На роль Эффи претендовали Кэри Маллиган и Сирша Ронан.

## Иски
Выпуск фильма, первоначально, был отложен из-за серии судебных исков. Ева Померанс, автор двух сценариев на ту же тему, что и сценарий Томпсон, подала первый иск. В декабре 2012 года судья постановил, что сценарий Томпсон не нарушает авторских прав и может быть выпущен.
Возник другой спор об авторском праве с драматургом Грегори Мерфи, автором пьесы «Графиня», которая получила положительный отклик аудитории и была показана на Офф-Бродвее 634 раза за сезон 1999 года. Мерфи также написал невыпущенный сценарий на ту же тему. Вопрос был решен в пользу Эммы Томпсон в марте 2013 года. Решение судьи было основано на втором, пересмотренном сценарии, который суд разрешил Эмме Томпсон представить в середине дела, которое Мерфи назвал «беспрецедентным». Мерфи обжаловал это решение, но Второй округ отклонил апелляцию Мерфи. Затем районный суд обязал Мерфи возместить Effie Film, LLC 500 000 долл. США за судебные издержки. Мерфи подал апелляцию. Адвокаты юридической фирмы Winston&Strawn, представляющей Effie Film, успешно заблокировали ходатайство Мерфи о бесплатном консультировании и потребовали предъявить залог в размере 125 000 долларов США, прежде чем его дело может быть рассмотрено в апелляции. В последовавшей за этим годовой судебной битве Мерфи, представляющий себя, боролся как за вознаграждение в размере 500 000 долларов, так и за облигацию в 125 000 долларов. Дело в конечном итоге было передано в Апелляционный суд США. 16 октября 2015 года коллегия из трех судей Апелляционного суда единогласно вынесла решение в пользу Мерфи, отклонив ходатайство Уинстона и Строуна о требовании о предоставлении облигации и постановив, что окружной суд «злоупотребил своим усмотрением» при присуждении Effie Film своих 500 000 долларов в качестве судебных издержек, также они обязали Effie Film, выплатить Мерфи 603,80 долларов США за его судебные издержки.
Дата выхода была перенесена на октябрь 2013 года, и фильм был снят с кинофестиваля в Милл-Вэлли, штат Калифорния, на котором он должен был быть показан под названием «Эффи Грей». В декабре 2013 года Томпсон сказала, что время фильма «вероятно, прошло». Томпсон не присутствовала на его лондонской премьере и не продвигала фильм.

## Критика
Фильм получил неоднозначные отзывы от критиков.
На сайте Rotten Tomatoes фильм имеет рейтинг 41 %, основываясь на 82 рецензиях критиков, со средней оценкой 5.7 из 10. Критический консенсус сайта гласит: «Эффи Грэй выигрывает от сильного актерского состава, поднимающего тему драмы, которая не открывает столько граней повествования, сколько могла бы».
На сайте Metacritic фильм набрал 54 балла из 100, на основе 28 обзоров, что указывает на «смешанные или средние отзывы».
Тим Роби из The Telegraph писал, что «есть умные и чувствительные попадания, и живой финал. Но Фэннинг, кажется, совершенно некомфортно, и это не намеренно. Она создана для того, чтобы играть пойманную прерафаэлитовую музу, часто болеющую или обеспокоенную, но её путь в фильме кажется сбитым с курса».
Дэвид Секстон, напротив, оценил выступление Фэннинг как «замечательное, хорошее», но возражал против карикатурного портрета Рёскина и того, что он назвал «Повседневным феминизмом», изображающего Эффи как жертву.